# Jaap Hartman

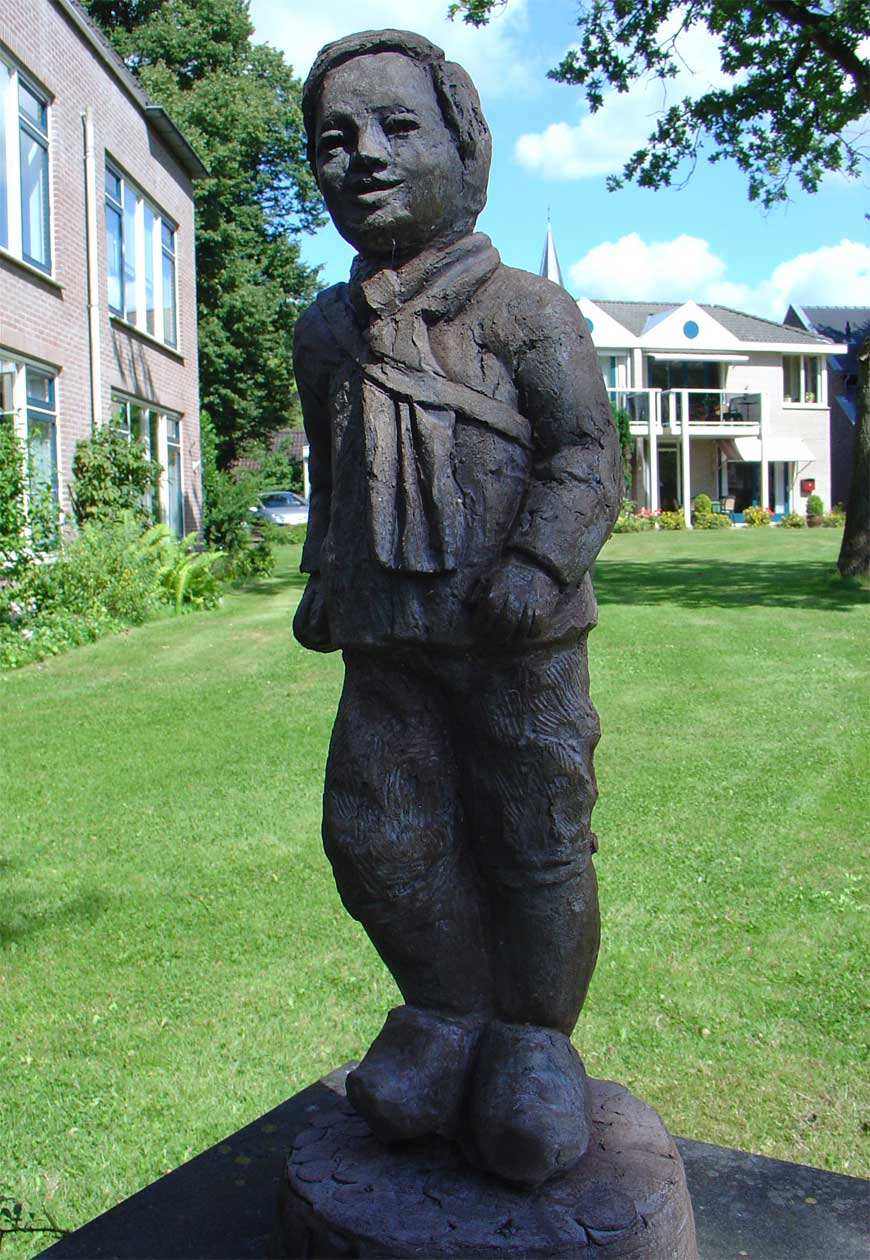
Jampie (1976), Plein, Rolde

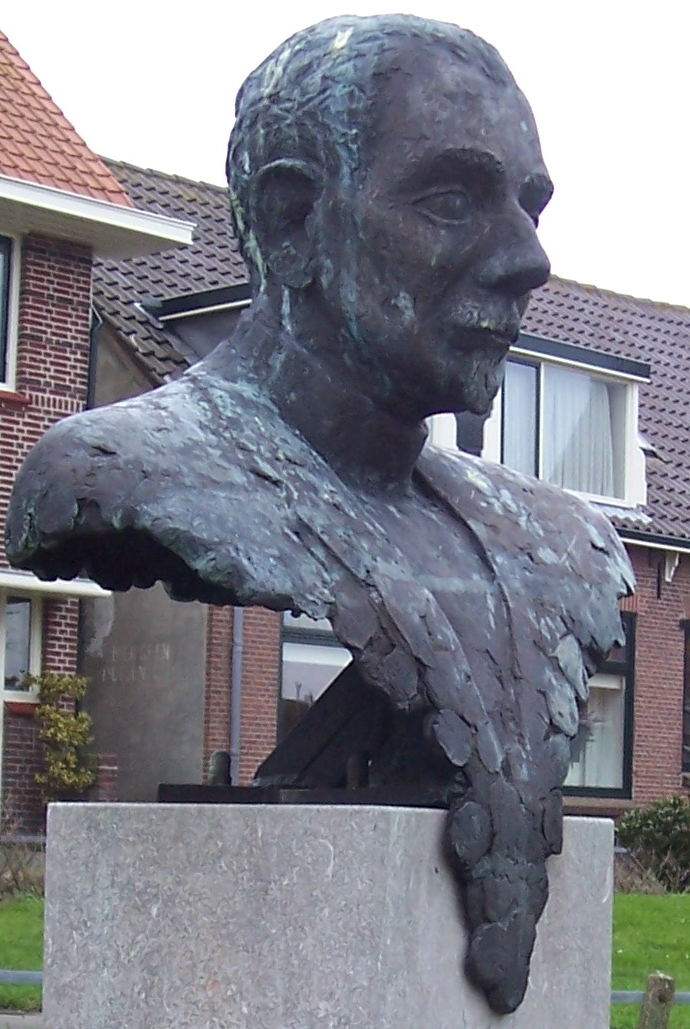
Buste van Tjeerd Bottema (1978), Voorstraat in Katwijk aan Zee

Jacques (Jaap) Hartman (Woudrichem, 27 mei 1950) is een Nederlandse beeldhouwer.

## Leven en werk
Hartman volgde opleidingen aan de Academie van Beeldende Kunsten in Rotterdam en aan de Rijksakademie van Amsterdam. Hij maakt voornamelijk figuratieve voorstellingen in brons.
Hartman is de initiatiefnemer van de Stadsgalerie Woudrichem. Een initiatief, dat in 2002 door de gemeente Woudrichem beloond werd met de Cultuurprijs 2002. De stadsgalerij is een cultureel centrum in de voormalige kazerne van Woudrichem. Er vinden diverse culturele activiteiten plaats en tevens kan er kunst geleend worden.
Het door Hartman vervaardigde beeld van de zeevaarder Hendrick Hamel, die schipbreuk leed voor de kust van Korea en daar dertien jaar gevangen zat, is ook te zien in de Partnerstad van Gorinchem in Korea, Gangjin.

## Werken (selectie)
- Buste Tjeerd Bottema (1978), Katwijk aan Zee
- Bouwvakker (1990), Sliedrecht[4]
- Oorlogsmonument (1991), Woudrichem[5]
- Jampie (1992), Rolde[6]
- Standbeeld van Jacoba van Beieren, (1994) Woudrichem
- Monument van Hendrick Hamel (1998), Gorinchem[7]